# Sunshine Kids
Die Sunshine Kids, vormals Wetzlarer Küken- und Kinderchor, waren ein Kinderchor christlicher Kindermusik unter der Leitung von Konny Cramer.

## Geschichte
Die Sunshine Kids haben ihre Wurzeln in der Kinderchorarbeit der christlichen Liedermacherin Margret Birkenfeld. Seit 1961 leitete diese den Wetzlarer Kinderchor und gründete wenig später für jüngere Sänger den Wetzlarer Kükenchor. Anfang der 1990er Jahre wurden beide Chöre zum Wetzlarer Küken- und Kinderchor verschmolzen und 1995 übergab Margret Birkenfeld die Chorleitung offiziell an die Musikpädagogin Konny Cramer. In den nächsten Jahren teilten sich zunächst beide Musikerinnen die Chorleitung. Mit dem endgültigen Ausstieg Margret Birkenfelds entschied sich Konny Cramer zu einem Namenswechsel und taufte die Sängerschar in Sunshine Kids um. Nach einem Gastauftritt 1997 für Jochen Riegers Israel-Konzept Freue dich, Israel brachte der Chor 1998 mit dem Kindermusical Arche-Ologie sein erstes Album unter diesem Namen heraus. In den folgenden Jahren veröffentlichte der Kinderchor von über 60 Stimmen im Alter von 5 bis 15 Jahren zahlreiche weitere Musikveröffentlichungen für Kinder, neben Lied-Alben vor allem auch Singspiele und Musicals. Anfang 2010 erschien mit dem Konzeptprojekt Meine Kinder-Musikbibel die letzte Produktion des Chores.

## Diskografie

### Song-Alben
- Sing mit, lach mit. Mitmach- und Bewegungslieder. (Gerth Medien, 2000)
- Du bist Herr – Kids 2. 20 Songs aus „Du bist Herr – Kids 2“. (Gerth Medien, 2002)
- Sing mit, lach mit, Vol. 2. (Gerth Medien, 2002)
- Bibelwunderland. (Gerth Medien, 2003)
- Mitmach-Songs aus Promiseland. (Gerth Medien, 2005)
- Singen, spielen, lachen. Spiel- und Lernlieder für Kinder. (Gerth Medien, 2005)
- Leine los!. 19 neue Lieder von Margret Birkenfeld. (Gerth Medien, 2006)
- Weihnachtsglocken, Plätzchenduft. (Gerth Medien, 2006)
- Praise 4 Kids: Hey, Jesus liebt mich. 18 deutsche Lobpreis-Lieder. (Gerth Medien, 2007)
- So merk ich’s mir. 20 Bibelverse kinderleicht gelernt. (Gerth Medien, 2008)

### Musicals und Singspiele für Kinder
- Arche-Ologie. Oder: Der Noah-Überlebenstrick. Ein Musical. (Gerth Medien, 1998)
- Aufregung um Mitternacht. Kinder-Mini-Musical. (Gerth Medien, 1999)
- Der barmherzige Samariter. Kinder-Mini-Musical. (Gerth Medien, 2001)
- Josua. Musical. (Gerth Medien, 2002)
- Die Heilung des Gelähmten. Kinder-Mini-Musical. (Gerth Medien, 2002)
- Maria. Musical. (Gerth Medien, 2003)
- Die drei Sterndeuter. Kinder-Mini-Musical. (Gerth Medien, 2003)
- Exodus 1. Musical. (Gerth Medien, 2004)
- Josef – Gott hat alles gut gemacht. Singspiel für Kinder. (Gerth Medien, 2004)
- Ruth. Kinder-Mini-Musical. (Gerth Medien, 2004)
- Exodus 2. Musical. (Gerth Medien, 2005)
- Das Geschenk des Himmels. Kinder-Mini-Musical. (Gerth Medien, 2007)
- Der große Weihnachtsplan. Kinder-Mini-Musical. (Gerth Medien, 2008)

### Konzept-Alben
- Meine Kinder-Musikbibel. Lieder und Geschichten aus dem Alten Testament. (Gerth Medien, 2010)
- Meine Kinder-Musikbibel. Lieder und Geschichten aus dem Neuen Testament. (Gerth Medien, 2010)

### Compilation-Album
- Gute-Laune-Hits. Die schönsten Mitmach- und Bewegungslieder für Kinder. (Gerth Medien, 2006)

### Mitwirkung
- Freue dich, Israel. Neue Lieder zum Jubeljahr. (Gerth Medien, 1997)
- Weihnachten mit Werner Hoffmann. (Gerth Medien, 1998)
- Sternenglanz erhellt die Nacht. Festliche Weihnachtsmusik mit Chor und Solisten. (Gerth Medien, 2000)
- Gottes Licht scheint in die Herzen. Neue Weihnachtslieder zum Mitfeiern. (Gerth Medien, 2003)
- Sternstunden. Festliche Weihnachtslieder. (Gerth Medien, 2006)